# Actia pilipennis
Actia pilipennis là một loài ruồi trong họ Tachinidae.